# Цветки (Рязанская область)
Цветки — деревня в Шацком районе Рязанской области в составе Ольховского сельского поселения.

## Географическое положение
Деревня расположена на Окско-Донской равнине на левом берегу реки Тырницы в 24 км к юго-западу от города Шацка. Расстояние от деревни до районного центра Шацк по автодороге — 33 км.
В деревне имеется пруд. К западу расположен большой лесной массив с урочищами Медвежье, Кордон Федосов и Монастырский пруд; к северу протекают небольшие речки Истиша и Ветринка (приток Тырницы); к востоку находится урочище Соколов сад; к югу — речка Тителейка с прудами на ней. Ближайшие населенные пункты — деревня Истинка и село Федосово.

## Население
| 2010 | 2012 |
| ---- | ---- |
| 2    | ↗5   |